# Parijs-Tours 2005
De 99e editie van Parijs-Tours werd gehouden op 9 oktober 2005. De wedstrijd startte in Saint-Arnoult-en-Yvelines en eindigde in Tours. De afstand was 253 km kilometer.

## Verloop
De koers werd mede kleur gegeven door de Belgen Stijn Devolder en Philippe Gilbert die pas vlak voor het einde werden ingelopen door het aanstormende peloton. Erik Zabel won de massasprint voor Daniele Bennati en Allan Davis; hiermee werd Zabel, met drie overwinningen, gedeeld recordhouder samen met Gustave Danneels, Paul Maye en Guido Reybrouck.

## Uitslag
| rang | renner            | land                   | ploeg                 | tijd       |
| ---- | ----------------- | ---------------------- | --------------------- | ---------- |
| 1    | Erik Zabel        | Vlag van Duitsland     | T-Mobile Team         | 5u 37' 23" |
| 2    | Daniele Bennati   | Vlag van Italië        | Lampre-Fondital       | z.t.       |
| 3    | Allan Davis       | Vlag van Australië     | Liberty Seguros-Würth | z.t.       |
| 4    | Robbie McEwen     | Vlag van Australië     | Lotto                 | z.t.       |
| 5    | Alberto Ongarato  | Vlag van Italië        | Team Milram           | z.t.       |
| 6    | Aurélien Clerc    | Vlag van Zwitserland   | Phonak                | z.t.       |
| 7    | Julian Dean       | Vlag van Nieuw-Zeeland | Crédit Agricole       | z.t.       |
| 8    | René Haselbacher  | Vlag van Oostenrijk    | Team Gerolsteiner     | z.t.       |
| 9    | Uros Murn         | Vlag van Slovenië      | Phonak                | z.t.       |
| 10   | Enrico Gasparotto | Vlag van Italië        | Liquigas              | z.t.       |

1896 · 
1897-1900 · 
1901 · 
1902-1905 · 
1906 · 
1907 · 
1908 · 
1909 · 
1910 · 
1911 · 
1912 · 
1913 · 
1914 · 
1915-1916 · 
1917 · 
1918 · 
1919 · 
1920 · 
1921 · 
1922 · 
1923 · 
1924 · 
1925 · 
1926 · 
1927 · 
1928 · 
1929 · 
1930 · 
1931 · 
1932 · 
1933 · 
1934 · 
1935 · 
1936 · 
1937 · 
1938 · 
1939 · 
1940 · 
1941 · 
1942 · 
1943 · 
1944 · 
1945 · 
1946 · 
1947 · 
1948 · 
1949 · 
1950 · 
1951 · 
1952 · 
1953 · 
1954 · 
1955 · 
1956 · 
1957 · 
1958 · 
1959 · 
1960 · 
1961 · 
1962 · 
1963 · 
1964 · 
1965 · 
1966 · 
1967 · 
1968 · 
1969 · 
1970 · 
1971 · 
1972 · 
1973 · 
1974 · 
1975 · 
1976 · 
1977 · 
1978 · 
1979 · 
1980 · 
1981 · 
1982 · 
1983 · 
1984 · 
1985 · 
1986 · 
1987 · 
1988 · 
1989 · 
1990 · 
1991 · 
1992 · 
1993 · 
1994 · 
1995 · 
1996 · 
1997 · 
1998 · 
1999 · 
2000 · 
2001 · 
2002 · 
2003 · 
2004 · 
2005 · 
2006 · 
2007 · 
2008 · 
2009 · 
2010 · 
2011 · 
2012 · 
2013 · 
2014 · 
2015 · 
2016 · 
2017 · 
2018 · 
2019 ·
2020 ·
2021 ·
2022 ·
2023 ·
2024 ·
 Parijs-Nice · 
 Tirreno-Adriatico · 
 Milaan-San Remo · 
 Ronde van Vlaanderen · 
 Gent-Wevelgem · 
 Ronde van het Baskenland · 
 Parijs-Roubaix · 
 Amstel Gold Race · 
 Waalse Pijl · 
 Luik-Bastenaken-Luik · 
 Ronde van Romandië · 
 Ronde van Catalonië · 
 Ronde van Italië · 
 Critérium du Dauphiné Libéré · 
 Ronde van Zwitserland · 
 Ploegentijdrit Eindhoven · 
 Ronde van Frankrijk · 
 HEW-Cyclassics-Cup · 
  ENECO Tour · 
 Clásica San Sebastián · 
 Ronde van Duitsland · 
 Ronde van Spanje · 
 GP Ouest-France-Plouay · 
 Ronde van Polen · 
 Kampioenschap van Zürich · 
 Parijs-Tours · 
 Ronde van Lombardije